# Chthonius imperator
Espèce
Chthonius imperator est une espèce de pseudoscorpions de la famille des Chthoniidae.

## Distribution
Cette espèce est endémique d'Arcadie en Grèce. Elle se rencontre dans la grotte Garzeniko à Tripoli.

## Publication originale
- Mahnert, 1978 : Weitere Pseudoskorpione (Arachnida Pseudoscorpiones) aus griechischen Höhlen. Annales Musei Goulandris, vol. 4, p. 273-298.